# Anton Krupicka
Anton Krupicka (Nebraska, 1983. augusztus 2. –) amerikai ultra-futó. Közismert minimalista futó stílusáról és intenzív rendszerességű edzéseiről, kétszer megnyerte a Leadville 100-at.
Megnyerte a Miwok 100K-t, a Rocky Raccoon 100 Miler-t, a Collegiate Peaks 50 Miler-t, kétszer a White River 50 Miler-t, a High Mountain 50k-t és az Estes Park Marathon-t. 2010-ben második lett pályacsúccsal (15:13:53) a Western States Endurance Run-on. 2014-ben megnyerte a Lavaredo Ultra Trail 119 km-es távját (12:42:31).

## Életrajz
Anton Krupicka 1983-ban született és a Nebraska államban található Niobrara város környékén nőtt fel egy farmon. 1860-ban dédnagyapja, Josef Krupicka az Amerikai Egyesült Államokba emigrált és Niobrara közelében telepedett le. Josef és az utána következő generációk bohémiai szabadgondolkodók voltak. Miután Bohémiában üldözte őket a katolikus egyház, elutasították a szervezett vallásokat Amerikában és inkább a Z.C.B.J. (cseh betűszó, aminek a jelentése "Nyugat Bohémiai Bajtársi Egyesület") nevű közösségi szervezethez csatlakoztak, akik átvettek néhány egyházi szerepeket: esküvők, temetések, színházi- és musical előadások és gimnasztikai órák szervezése. Gyerekkorában rengeteg időt töltött kint a szabadban (1992-1993 környékén például egy házat épített egy fára, amihez egy baltát kapott karácsonyra) és sokat olvasott.
Hatodik évfolyamos korában eldöntötte, hogy felkészül az Elnöki Fitnesz Tesztre. Abban az évben minden nap elment futni és 12 éves korában le is futotta első maratonját 3:50:11-es idővel. 20-as évei elején 320 km-eket futott heti szinten. Kezdetekben a nebraska-i hegyekben futott, majd a középiskola után a Colorado Springs-i hegyekhez költözött.
2005-ben a Colorado Egyetemen végzett fizika és filozófia alapszakon és nem sokkal utána ultra távokon kezdett el versenyezni. 2006-ban megszerezte második alapképzését is geológiából, szintén a Colorado Egyetemen, majd még ugyan ebben az évben megnyerte az Estes Park Marathon-t és a High Mountain 50K-t pályacsúccsal, továbbá a Leadville 100-at. 2007-ben szintén megnyerte a Leadville 100-at, méghozzá kitűnő eredménnyel, második leggyorsabb pályaidővel, 3 óra 15 perccel megelőzve a második helyezettet. A versenyre való felkészüléséről a Indulgence: 1000 Miles Under The Colorado Sky című film szól.
Egyetemistaként elkezdett kerékpározni és hegyet mászni, de 2006 után csak a futásnak élt. 2011-ben eltörte a lábát, úgyhogy újra elkezdett falat mászni, mert majd később visszatért a lábszár-sérülése és elkezdett síelni és kerékpározni is.
Jelenleg Boulder-ben lakik.

## A Kakasülő
2008 elején, amikor még Colorado Springs-ben lakott, vett egy 1999-es Chevrolet S–10 pickup-ot, amit elkeresztelt "the Roost"-nak (a Kakasülő). Tudta, hogy 2009 őszéig nem fogja elkezdeni az egyetemet, ezért egy mozgó lakást szeretett volna magának. Egy kicsit átalakította a kocsi hátsó részét, tett bele egy matracot és egy ideig nem költött albérletre. Júniusban törölték a szervezők a Western States 100-at az erdőtüzek miatt, így Anton visszament Nevadából és megállt Leadville-nél. Az egyik helyi kávézónál éppen állást hirdettek, Anton bement és még a héten elkezdett baristaként dolgozni. Egészen októberig volt náluk, addig a kocsiban aludt és élt, 2009 nyarán pedig újra visszament és megint a kocsit használta lakhelyéül. Onnan indult dolgozni és edzeni. Az alpesi colorado-i hegyek csak pár hónapig alkalmasak sportolásra, a kocsival pedig teljesen ki tudta használni ezt az időszakot, így abból indult dolgozni és edzeni. 2010 és 2011-ben amikor elkezdte az iskolát, nem sokat használta az autót, de 2008 óta minden nyáron az autóban lakott. Nem tudja, hogy pontosan hány éjszakát töltött a kocsiban, de 2008, 2009, 2012 és 2013-ban ez volt az elsődleges rezidenciája. 2014-ben már Boulder-ben albérletezett, de májustól októberig mégis a kocsiban lakott többet. 2012-ben használta ki teljesen a kocsit, mint lakhely: március végén mikor visszajött az egy hónapos új-zélandi-ai, ausztráliai túrájáról, bepakolt minden fontos cuccot a pickup-ba és egészen november 1-ig ki sem költözött.
129.000 km után se kellett az átlagos karbantartási munkálatokon kívül nagyobb beavatkozásokat eszközölni az autón.